# セネト

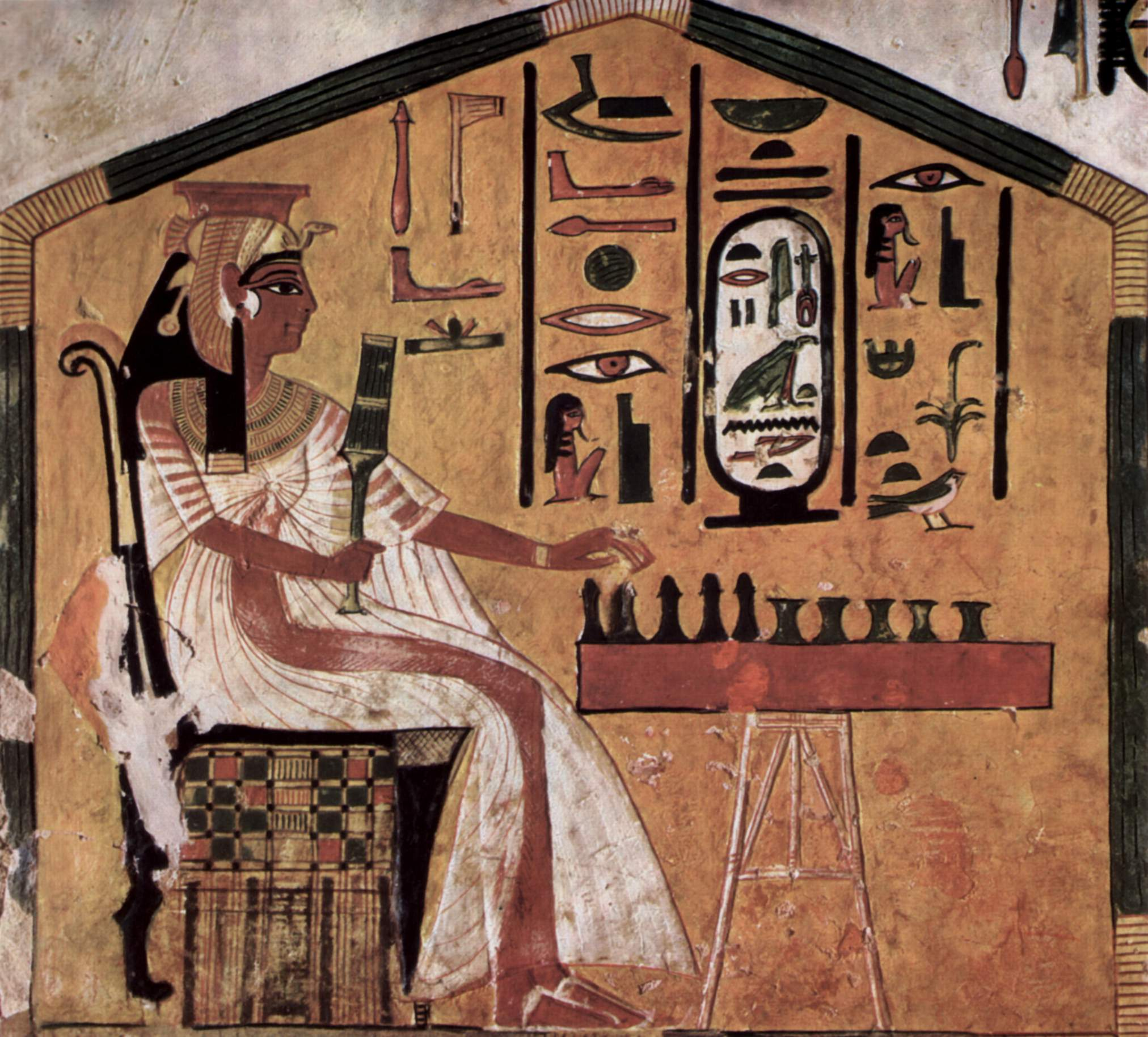
セネトをしているネフェルタリ - エジプトの女王ネフェルタリ（紀元前1295年 - 紀元前1255年）の墓に描かれた絵

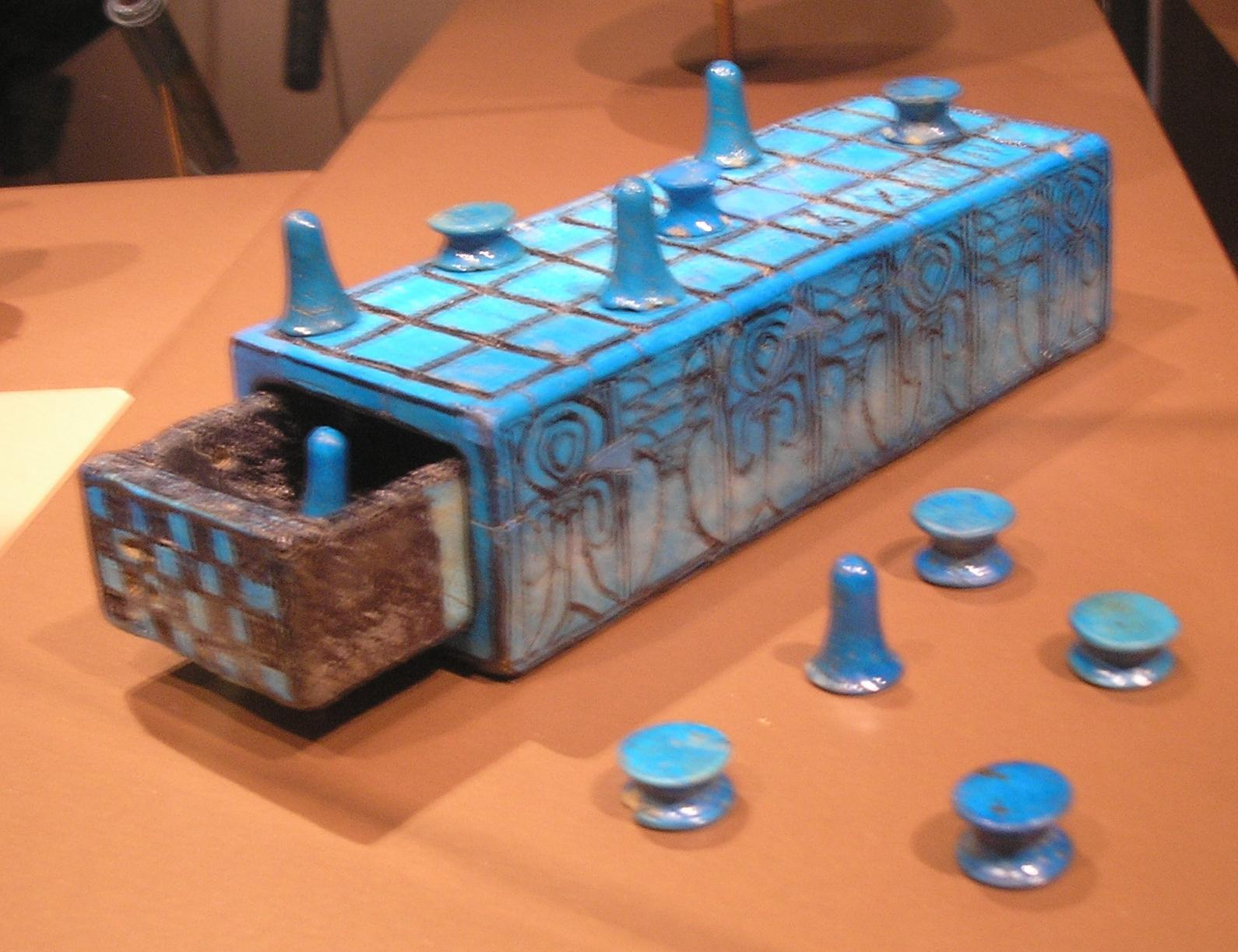
アメンホテプ3世の墓から出土したセネト - ブルックリン美術館、ニューヨーク市

セネト（ヒエログリフ𓊃:𓈖-𓏏 - Sn.t、SenetまたはSenat）は、紀元前3500年ころの王朝誕生前のエジプトに存在した確認されている最古の古代エジプトのボードゲームである。正式なエジプト名はsn.t n.t H'bで「通過ゲーム」の意。

## 歴史
これまで発掘されたあらゆる古代のボードゲームの中で、最も古い遺物がセネトであり、おそらく世界最古のボードゲームである。王朝誕生以前のエジプト（紀元前3500年頃）とエジプト第1王朝（紀元前3100年頃）の両方の墓で発見されている。また、Merknera（紀元前3300年 - 紀元前2700年）や、エジプト第3王朝のHesy-Ra（紀元前2686年頃 - 紀元前2613年）、Rashepes（紀元前2500年頃）の墓の絵の中にもセネトが描かれている。
エジプト新王国の時代（紀元前1567年 - 紀元前1085年）には、セネトは死者の旅のための護符になった。ゲームにおける運の要素と、エジプト人の決定論への信頼がその理由で、成功したプレイヤーは、国の神殿の偉大な神々、ラー、トート、しばしばオシリスらによって守られると信じられていた。そのため、来世までの危険な旅のために、セネトは大抵、墓の中で他の実用品と共に置かれ、ゲームは死者の書の第17章で言及された。ゲームはレバント、キプロス、クレタにも広がったが、宗教的な意味は弱まった。

## 遊び方
セネトのゲーム盤には、30個の四角のマス目があり、10行が3列ある。2揃いの駒（それぞれ、少なくとも5つの駒があり、それ以上のものもある）を使う。セネトは2人のプレイヤーによる、レースゲームである。駒の移動は投げ棒や、しばしば指関節の骨を放る事によって決定された。
実際のルールは、歴史学者による学識に基づく推定が行われたが、まだ議論の的になっている。ティモシー・ケンダルとR・C・ベルの2人のセネト歴史学者は、それぞれ異なるゲームのルールを提案した。これらのルールはセネトのゲームを販売する別々の会社に採用された。